# Michail Chodarjonok
Michail Chodarjonok (* 20. února 1954, Tallinn, Estonská SSR, Sovětský svaz) je ruský novinář, vojenský a bezpečnostní expert, bývalý vysoký důstojník hlavního štábu ruských sil protivzdušné obrany.

## Život
Chodarjonok působil mnoho let v protivzdušné obraně Ruska a poté na vysokých pozicích v generálním štábu.

### Ruská invaze na Ukrajinu
Dne 3. února 2022, tedy ještě před zahájením ruské invaze na Ukrajinu, zveřejnil svou pesimistickou prognózu, v níž zpochybňoval schopnosti ruské armády. Uvedl, že míra ukrajinské nenávisti vůči Moskvě je v Rusku podceňována. „Ruskou armádu na Ukrajině s chlebem, solí a květinami nikdo vítat nebude,“ dodal Chodarjonok.
V polovině května 2022 se pak v živém vysílání ruské stanice První kanál kriticky vyslovil k průběhu invaze a zpochybňoval informace, které o válce šíří ruské vedení. Válka se podle něj vyvíjí špatně a situace se bude zřejmě zhoršovat. Ruské harašení jadernými zbraněmi dle jeho názoru vůbec není hrozbou, ale ve skutečnosti „vypadá docela legračně“. "Největší problém naší vojenské a politické situace je ten, že jsme v totální geopolitické izolaci," uvedl Chordarjonok.